# Condado de Frontenac (Ontário)
O Condado de Frontenac é uma subdivisão administrativa da província canadense de Ontário. Sua sede é Kingston. Possui poderes muito limitados, e embora Kingston faça parte do condado, este não possui nenhum poder sobre a cidade.